# 리진쥔
리진쥔(중국어: 李进军, 이진군 李進軍, 1956년 ~ )은 중화인민공화국의 외교관으로, 제17대 주조 중국 대사를 지내고 있다.

## 생애
장쑤성 장인시에서 태어났다. 1972년 상하이외국어학원 독일어과를 졸업한 뒤 독일 하이델베르크대에서 유학했다. 1975년 중국 공산당 중앙위원회 대외연락부에 들어갔다. 1987년부터 1991년까지 서독 주재 중국 대사관에서 근무하며 독일의 통일 과정을 지켜봤다. 2000년 주 미얀마 대사, 2005년 주 필리핀 대사를 지냈다. 공산당 대외연락부 부부장(차관급)을 지내다 2015년 3월 주 조선민주주의인민공화국 대사에 임명됐으며, 2021년까지 근무하였다.